# Krylbo–Norbergs Järnväg
Krylbo - Norbergs Järnväg (KNJ) var en järnväg från Krylbo till Kärrgruvan som gick i Västmanlands län och Kopparbergs län.

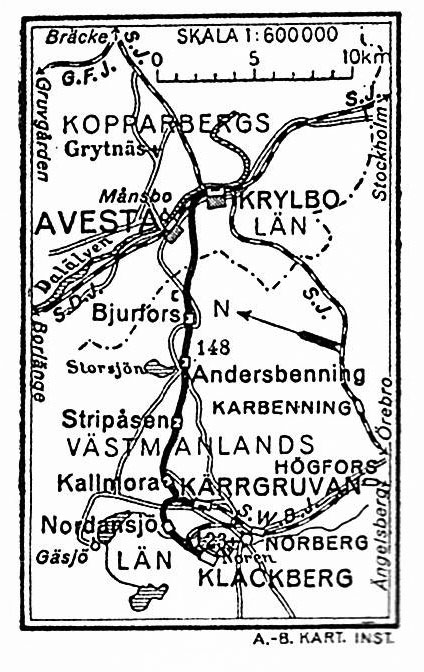
KNJ. Karta 1926.

## Historia
Krylbo - Norbergs järnvägsaktiebolag konstituerades 10 september 1870 med ett aktiekapital om 500.000 kr. En bolagsstämma den 8 mars 1871 tillsatte den första styrelsen: som ordförande burkspatron Casimir Petre på Hofors, brukspatron Frans Bergendal på Horndal och som vd direktör Carl Johan Hyckert. Koncession för järnvägen gavs första gången den 12 januari 1872 till Krylbo-Norbergs järnvägsaktiebolag för en bana mellan Kärrgruvan och Krylbo med spårvidden 1435 mm. Banbygget startades sommaren 1872 och leddes av major Gustaf Arvid Lilliehöök. Trafik startade på sträckan i september 1874. Trafiken gick över en 19 km lång bana mellan stationerna Kärrgruvan, Kallmora, Stripåsen, Andersbenning och Bjurfors, Norbergs kommun och avslutades i Krylbo.
27 januari 1897 beslutade man att bygga en ny bana till Klackberg norr om Norberg, banan öppnades 1898 och konkurrerade då med en befintlig bana till Klackberg.
År 1957 reste endast 200 passagerare med banan. Trafiken på banan upphörde den 31 oktober 1958. DN skrev i juni 1958 en artikel "Bergslagsguld med bil, döden för Krylbobana". 

## Vagnpark
KNJs första vagnpark köptes 1873 från en leverantör i Birmingham i Storbritannien. Två personvagnar beställdes 1889 från Kockums i Malmö. Vid nedläggandet var fortfarande en del av vagnarna från 1873 i trafik.

## Tidtabell 1885

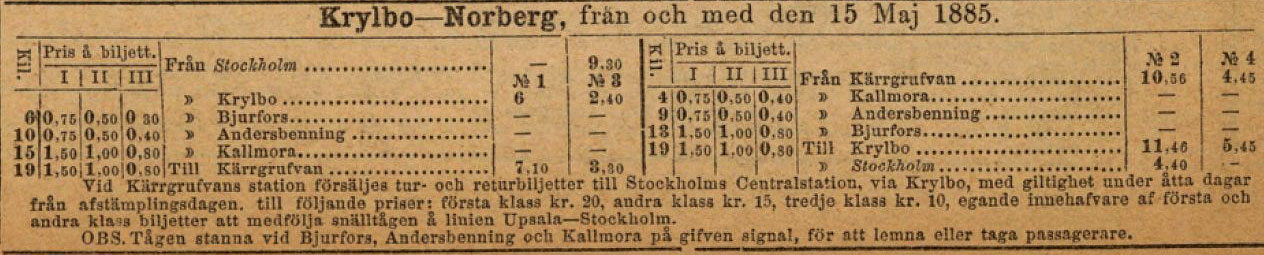

## Banan idag
All räls är numera borttagen, men banvallen och vissa byggnader längs banan finns kvar, till exempel banvaktsstugan vid Stripåsen och en vagnhall i Kärrgruvan.